# ロニー・バクスター
ロニー・バクスター（Ronnie Baxter、1961年2月5日 - ）は、イングランドの元プロダーツプレイヤー。
1990年代から2010年代にかけBDO, PDCの両団体でトッププレイヤーとして活躍した。
その素早いスローイング動作から’’ロケット’’の愛称で親しまれた彼はBDO, PDCの両団体を合わせ5回メジャートーナメントの決勝に進出しており、主要なテレビタイトルを獲得したことのない史上最高の選手として広く知られている。

## 来歴
1980年代からダーツをプレーし始めたバクスターは1990年代初めにはBDOにおける有力なプレイヤーの一人となり、1993年にBDOのトッププレイヤーの多くが離脱しWDC (後のPDC) を結成してからは各種BDOのトーナメント (デンマークオープン, フィンランドオープン, スイスオープン等) を獲得。1997年にはワールド・マスターズの決勝に進出する等BDO屈指の実力者として名をはせた。
1998年にはBDOのプレイヤーとしてPDC主催のワールド・マッチプレイに参加。準々決勝でフィル・テイラーを撃破する等の活躍を見せ決勝まで進むが、あと一歩の所でロッド・ハリントンに逆転負けを喫した。
翌1999年のBDOワールド・チャンピオンシップでバクスターはワールド・ダーツ・チャンピオンのタイトルに肉薄したが、5-6 (セット) でレイモンド・ファン・バルネフェルトに惜敗した。バクスターは翌年のワールド・チャンピオンシップでも決勝まで進んだが、今度は0-6でテッド・ハンキーに大敗した。
2001年にPDCに移籍した後は団体における最も安定したプレイヤーの一人であり、10年以上にわたりランキングトップ20を維持した。この間バクスターはプレイヤーズ・チャンピオンシップでの9回の優勝を含む16個のタイトルを獲得したが、これらは全て非テレビトーナメントであった。
バクスターは彼の地元ブラックプールで開催されるワールド・マッチプレイで最も素晴らしい成績を収め、17回出場し準々決勝に9回, その内準決勝に6回進出した。バクスターのブラックプールへの最後の出場は2014年であり、初戦でウェス・ニュートンに敗れた。
2014年以降バクスターのランキングは下降し始め、2018年度末にトップ64から大きく外れプロツアー参加資格を失った。PDCワールド・チャンピオンシップには2015年大会を最後に参加できていない。現在バクスターは故郷のブラックプールに住んでおり、エキシビションサーキットでの活躍を続けている。

## 主な成績

### BDO世界選手権
- 14勝9敗 出場9回
- 優勝: 無し
- 準優勝: 2回 (1999 - 2000)
- ベスト4: 無し
- ベスト8: 2回 (1996, 2001)

### ワールドマスターズ
- 37勝14敗 出場14回
- 優勝: 無し
- 準優勝: 1回 (1997)
- ベスト4: 無し
- ベスト8: 4回 (1988, 90, 95, 98)

### ワールドダーツ・トロフィー
- 4勝2敗 出場2回
- 優勝: 無し
- 準優勝: 無し
- ベスト4: 1回 (2006)
- ベスト8: 無し

### インターナショナル・ダーツリーグ
- 6勝6敗 出場2回
- 優勝: 無し
- 準優勝: 無し
- ベスト4: 無し
- ベスト8: 無し

### ニュース・オブ・ザ・ワールド・ダーツ・チャンピオンシップ
- 1勝1敗 出場1回
- 優勝: 無し
- 準優勝: 無し
- ベスト4: 無し
- ベスト8: 1回 (1988)

### PDC世界選手権
- 14勝14敗 出場14回
- 優勝: 無し
- 準優勝: 無し
- ベスト4: 無し
- ベスト8: 2回 (2002, 10)

### ワールドマッチプレー
- 28勝17敗 出場17回
- 優勝: 無し
- 準優勝: 1回 (1998)
- ベスト4: 5回 (2000, 04 - 05, 09, 12)
- ベスト8: 3回 (2002, 06 - 07)

### ワールドグランプリ
- 9勝15敗 出場15回
- 優勝: 無し
- 準優勝: 無し
- ベスト4: 1回 (2004)
- ベスト8: 1回 (2002)

### ラスベガス・デザート・クラシック
- 5勝7敗 出場6回
- 優勝: 無し
- 準優勝: 1回 (2002)
- ベスト4: 無し
- ベスト8: 1回 (2004)

### UKオープン
- 24勝14敗 出場14回
- 優勝: 無し
- 準優勝: 無し
- ベスト4: 1回 (2009)
- ベスト8: 1回 (2013)

### プレミア・リーグ・ダーツ
- 7勝7分12敗 出場2回
- 優勝: 無し
- 準優勝: 無し
- ベスト4: 無し
- ベスト8: 無し

### グランドスラム・オブ・ダーツ
- 2勝5敗 出場2回
- 優勝: 無し
- 準優勝: 無し
- ベスト4: 無し
- ベスト8: 無し

### ヨーロピアン・チャンピオンシップ
- 7勝6敗 出場6回
- 優勝: 無し
- 準優勝: 無し
- ベスト4: 無し
- ベスト8: 2回 (2008, 10)

### プレーヤーズ・チャンピオンシップ・ファイナルズ
- 5勝8敗 出場8回
- 優勝: 無し
- 準優勝: 無し
- ベスト4: 1回 (2009)
- ベスト8: 無し

### 年度別成績
| 年   | BDO | BDO  | PDC | PDC | PDC | PDC | PDC | PDC | PDC | PDC | PDC | 年度末順位 |
| 年   | WPC | WM   | WDC | WMP | WG  | LA  | UK  | PR  | GS  | EU  | PCF | 年度末順位 |
| ---- | --- | ---- | --- | --- | --- | --- | --- | --- | --- | --- | --- | ---------- |
| 1988 | NJ  | QF   | NH  | NH  | NH  | NH  | NH  | NH  | NH  | NH  | NH  | -          |
| 1989 | NJ  | NJ   | NH  | NH  | NH  | NH  | NH  | NH  | NH  | NH  | NH  | -          |
| 1990 | NJ  | QF   | NH  | NH  | NH  | NH  | NH  | NH  | NH  | NH  | NH  | -          |
| 1991 | L16 | L64  | NH  | NH  | NH  | NH  | NH  | NH  | NH  | NH  | NH  | -          |
| 1992 | L32 | RR   | NH  | NH  | NH  | NH  | NH  | NH  | NH  | NH  | NH  | -          |
| 1993 | NJ  | L128 | NH  | NH  | NH  | NH  | NH  | NH  | NH  | NH  | NH  | -          |
| 1994 | L32 | L64  | NJ  | NJ  | NH  | NH  | NH  | NH  | NH  | NH  | NH  | -          |
| 1995 | NJ  | QF   | NJ  | NJ  | NH  | NH  | NH  | NH  | NH  | NH  | NH  | -          |
| 1996 | QF  | L64  | NJ  | NJ  | NH  | NH  | NH  | NH  | NH  | NH  | NH  | -          |
| 1997 | L16 | F    | NJ  | NJ  | NH  | NH  | NH  | NH  | NH  | NH  | NH  | -          |
| 1998 | L32 | QF   | NJ  | F   | NJ  | NH  | NH  | NH  | NH  | NH  | NH  | -          |
| 1999 | F   | L32  | NJ  | L32 | NJ  | NH  | NH  | NH  | NH  | NH  | NH  | -          |
| 2000 | F   | L16  | NJ  | SF  | L16 | NH  | NH  | NH  | NH  | NH  | NH  | -          |
| 2001 | QF  | L32  | NJ  | L16 | L32 | NH  | NH  | NH  | NH  | NH  | NH  | 12         |
| 2002 | NJ  | L16  | QF  | QF  | QF  | F   | NH  | NH  | NH  | NH  | NH  | 3          |
| 2003 | NJ  | NJ   | L16 | L32 | L32 | GS  | L64 | NH  | NH  | NH  | NH  | 7          |
| 2004 | NJ  | NJ   | L16 | SF  | SF  | QF  | L16 | NH  | NH  | NH  | NH  | 6          |
| 2005 | NJ  | NJ   | L16 | SF  | L16 | L32 | L64 | NJ  | NH  | NH  | NH  | 3          |
| 2006 | NJ  | NJ   | L64 | QF  | L16 | L32 | L16 | GS  | NH  | NH  | NH  | 10         |
| 2007 | NJ  | NJ   | L64 | QF  | L32 | NJ  | L96 | NJ  | GS  | NH  | NH  | 14         |
| 2008 | NJ  | NJ   | L32 | L16 | L32 | NJ  | L16 | NJ  | NJ  | QF  | NH  | 15         |
| 2009 | NJ  | NJ   | L16 | SF  | L32 | L32 | SF  | NJ  | NJ  | L16 | SF  | 7          |
| 2010 | NJ  | NJ   | QF  | L16 | L32 | NH  | L16 | GS  | L16 | QF  | L16 | 8          |
| 2011 | NJ  | NJ   | L32 | L32 | L32 | NH  | L32 | NJ  | NJ  | L16 | L32 | 14         |
| 2011 | NJ  | NJ   | L32 | L32 | L32 | NH  | L32 | NJ  | NJ  | L16 | L32 | 14         |
| 2012 | NJ  | NJ   | L64 | SF  | L32 | NH  | L16 | NJ  | NJ  | L16 | L16 | 18         |
| 2013 | NJ  | NJ   | L32 | L32 | L16 | NH  | QF  | NJ  | NJ  | L32 | L32 | 19         |
| 2014 | NJ  | NJ   | L64 | L32 | L32 | NH  | L64 | NJ  | NJ  | NJ  | L32 | 24         |
| 2015 | NJ  | NJ   | L32 | NJ  | NJ  | NH  | L32 | NJ  | NJ  | NJ  | NJ  | 38         |
| 2016 | NJ  | NJ   | NJ  | NJ  | NJ  | NH  | NJ  | NJ  | NJ  | NJ  | L64 | 61         |
| 2017 | NJ  | NJ   | NJ  | NJ  | NJ  | NH  | L32 | NJ  | NJ  | NJ  | NJ  | 117        |
| 2018 | NJ  | NJ   | NJ  | NJ  | NJ  | NH  | NJ  | NJ  | NJ  | NJ  | NJ  | 109        |

注: 表中のNHは不開催, NJは非参加, QFは準々決勝敗退, SFは準決勝敗退, Fは準優勝, Wは優勝, GSはグループステージ敗退, RRは予選ラウンド敗退を示す。トーナメント表記は以下の通りである。なお、年度末順位はPDCのものだけである。
WPC: BDOワールド・プロフェッショナル・ダーツ・チャンピオンシップス, WM: ワールド・マスターズ, WDC: PDCワールド・ダーツ・チャンピオンシップ, WMP: ワールド･マッチプレイ, WG: ワールド・グランプリ, LA: ラスベガス・デザート・クラシック, UK: UKオープン, PR: プレミア・リーグ・ダーツ, GS: グランド・スラム・オブ・ダーツ, EU: ヨーロピアン・チャンピオンシップ, PCF: プレイヤーズ・チャンピオンシップ・ファイナルズ

## 世界選手権の結果

### BDO
- 1991年: 第2ラウンド (1 - 3 ジョッキー・ウィルソンに敗北)
- 1992年: 第1ラウンド (1 - 3 ボブ・アンダーソンに敗北)
- 1994年: 第1ラウンド (0 - 3 ジョン・パートに敗北)
- 1996年: 準々決勝 (2 - 4 リッチー・バーネットに敗北)
- 1997年: 第2ラウンド (2 - 3 マーヴィン・キングに敗北)
- 1998年: 第1ラウンド (2 - 3 ピーター・ジョンストンに敗北)
- 1999年: 準優勝 (5 - 6 レイモンド・ファン・バルネフェルトに敗北)
- 2000年: 準優勝 (0 - 6 テッド・ハンキーに敗北)
- 2001年: 準々決勝 (3 - 5 ウェイン・マードルに敗北)

### PDC
- 2002年: 準々決勝 (2 - 6 ピーター・マンリーに敗北)
- 2003年: 第3ラウンド (3 - 5 ケビン・ペインターに敗北)
- 2004年: 第4ラウンド (2 - 4 ケビン・ペインターに敗北)
- 2005年: 第4ラウンド (2 - 4 ボブ・アンダーソンに敗北)
- 2006年: 第1ラウンド (2 - 3 レイ・カーバーに敗北)
- 2007年: 第1ラウンド (2 - 3 エイドリアン・グレイに敗北)
- 2008年: 第2ラウンド (2 - 4 マーク・ダッドブリッジに敗北)
- 2009年: 第3ラウンド (3 - 4 レイモンド・ファン・バルネフェルトに敗北)
- 2010年: 準々決勝 (0 - 5 レイモンド・ファン・バルネフェルトに敗北)
- 2011年: 第2ラウンド (0 - 4 マーク・ウェブスターに敗北)
- 2012年: 第1ラウンド (2 - 3 スティーブ・ファーマーに敗北)
- 2013年: 第2ラウンド (3 - 4 ケビン・ペインターに敗北)
- 2014年: 第1ラウンド (0 - 3 リッキー・エヴァンスに敗北)
- 2015年: 第2ラウンド (0 - 4 ロバート・ソーントンに敗北)